# Bercy 91 (tour de chant)
 (mars 2024).
La mise en forme du texte ne suit pas les recommandations de Wikipédia : il faut le « wikifier ».
Les points d'amélioration suivants sont les cas les plus fréquents. Le détail des points à revoir est peut-être précisé sur la page de discussion.
- Les titres sont pré-formatés par le logiciel. Ils ne sont ni en capitales, ni en gras.
- Le texte ne doit pas être écrit en capitales (les noms de famille non plus), ni en gras, ni en italique, ni en « petit »…
- Le gras n'est utilisé que pour surligner le titre de l'article dans l'introduction, une seule fois.
- L'italique est rarement utilisé : mots en langue étrangère, titres d'œuvres, noms de bateaux, etc.
- Les citations ne sont pas en italique mais en corps de texte normal. Elles sont entourées par des guillemets français : « et ».
- Les listes à puces sont à éviter, des paragraphes rédigés étant largement préférés. Les tableaux sont à réserver à la présentation de données structurées (résultats, etc.).
- Les appels de note de bas de page (petits chiffres en exposant, introduits par l'outil «  Source ») sont à placer entre la fin de phrase et le point final[comme ça].
- Les liens internes (vers d'autres articles de Wikipédia) sont à choisir avec parcimonie. Créez des liens vers des articles approfondissant le sujet. Les termes génériques sans rapport avec le sujet sont à éviter, ainsi que les répétitions de liens vers un même terme.
- Les liens externes sont à placer uniquement dans une section « Liens externes », à la fin de l'article. Ces liens sont à choisir avec parcimonie suivant les règles définies. Si un lien sert de source à l'article, son insertion dans le texte est à faire par les notes de bas de page.
- La présentation des références doit suivre les conventions bibliographiques. Il est recommandé d'utiliser les modèles {{Ouvrage}}, {{Chapitre}}, {{Article}}, {{Lien web}} et/ou {{Bibliographie}}. Le mode d'édition visuel peut mettre en forme automatiquement les références.
- Insérer une infobox (cadre d'informations à droite) n'est pas obligatoire pour parachever la mise en page.

Pour une aide détaillée, merci de consulter Aide:Wikification.
Si vous pensez que ces points ont été résolus, vous pouvez retirer ce bandeau et améliorer la mise en forme d'un autre article.
Bercy 91 est le nom du second spectacle de Michel Sardou passant par le Palais omnisports de Paris-Bercy, qui donnera lieu à la sortie de l'album Bercy 91,.

## Dates de la tournée
| Date             | Ville            | Pays     | Lieu                 |
| ---------------- | ---------------- | -------- | -------------------- |
| 18 janvier 1991  | Paris            | France   | Paris Bercy          |
| 19 janvier 1991  | Paris            | France   | Paris Bercy          |
| 20 janvier 1991  | Paris            | France   | Paris Bercy          |
| 22 janvier 1991  | Paris            | France   | Paris Bercy          |
| 23 janvier 1991  | Paris            | France   | Paris Bercy          |
| 24 janvier 1991  | Paris            | France   | Paris Bercy          |
| 25 janvier 1991  | Paris            | France   | Paris Bercy          |
| 26 janvier 1991  | Paris            | France   | Paris Bercy          |
| 27 janvier 1991  | Paris            | France   | Paris Bercy          |
| 29 janvier 1991  | Paris            | France   | Paris Bercy          |
| 30 janvier 1991  | Paris            | France   | Paris Bercy          |
| 31 janvier 1991  | Paris            | France   | Paris Bercy          |
| 1er février 1991 | Paris            | France   | Paris Bercy          |
| 2 février 1991   | Paris            | France   | Paris Bercy          |
| 3 février 1991   | Paris            | France   | Paris Bercy          |
| 5 février 1991   | Paris            | France   | Paris Bercy          |
| 6 février 1991   | Paris            | France   | Paris Bercy          |
| 7 février 1991   | Paris            | France   | Paris Bercy          |
| 8 février 1991   | Paris            | France   | Paris Bercy          |
| 13 février 1991  | Nantes           | France   | Palais des Sports    |
| 14 février 1991  | Tours            | France   | Parc Expos           |
| 15 février 1991  | Lille            | France   | Palais des Sports    |
| 16 février 1991  | Lille            | France   | Palais des Sports    |
| 19 février 1991  | Liévin           | France   | Stade Couvert        |
| 21 février 1991  | Bruxelles        | Belgique | Forest National      |
| 21 février 1991  | Bruxelles        | Belgique | Forest National      |
| 22 février 1991  | Bruxelles        | Belgique | Forest National      |
| 23 février 1991  | Bruxelles        | Belgique | Forest National      |
| 24 février 1991  | Bruxelles        | Belgique | Forest National      |
| 25 février 1991  | Bruxelles        | Belgique | Forest National      |
| 26 février 1991  | Bruxelles        | Belgique | Forest National      |
| 27 février 1991  | Bruxelles        | Belgique | Forest National      |
| 1er mars 1991    | Orléans          | France   | Palais des Sports    |
| 2 mars 1991      | Cabourg          | France   | Sous chapiteau       |
| 3 mars 1991      | Reims            | France   | Parc Expos           |
| 4 mars 1991      | Metz             | France   | Parc Expos           |
| 5 mars 1991      | Strasbourg       | France   | Halle Rhénus         |
| 7 mars 1991      | Bordeaux         | France   | Patinoire Mériadeck  |
| 8 mars 1991      | Bordeaux         | France   | Patinoire Mériadeck  |
| 9 mars 1991      | Bordeaux         | France   | Patinoire Mériadeck  |
| 11 mars 1991     | Toulouse         | France   | Palais des Sports    |
| 12 mars 1991     | Toulouse         | France   | Palais des Sports    |
| 13 mars 1991     | Toulouse         | France   | Palais des Sports    |
| 14 mars 1991     | Avignon          | France   | Parc Expos           |
| 15 mars 1991     | Montpellier      | France   | Le Zénith            |
| 16 mars 1991     | Montpellier      | France   | Le Zénith            |
| 18 mars 1991     | Marseille        | France   | Palais des Sports    |
| 19 mars 1991     | Marseille        | France   | Palais des Sports    |
| 20 mars 1991     | Lyon             | France   | Halle Tony-Garnier   |
| 21 mars 1991     | Lyon             | France   | Halle Tony-Garnier   |
| 22 mars 1991     | Lyon             | France   | Halle Tony-Garnier   |
| 23 mars 1991     | Lyon             | France   | Halle Tony-Garnier   |
| 25 mars 1991     | Lausanne         | Suisse   | Palais de Beaulieu   |
| 26 mars 1991     | Lausanne         | Suisse   | Palais de Beaulieu   |
| 27 mars 1991     | Grenoble         | France   | Palais des Sports    |
| 28 mars 1991     | Clermont-Ferrand | France   | Maison des Sports    |
| 29 mars 1991     | Clermont-Ferrand | France   | Maison des Sports    |
| 30 mars 1991     | Nanterre         | France   | La Défense           |
| 29 octobre 1991  | Évry             | France   | Arènes de l'Agora    |
| 5 novembre 1991  | Le Mans          | France   | Parc Expos           |
| 6 novembre 1991  | Brest            | France   | Parc Expos           |
| 7 novembre 1991  | Lorient          | France   | Parc Expos           |
| 8 novembre 1991  | Angers           | France   | Amphitéa 4000        |
| 9 novembre 1991  | Angers           | France   | Amphitéa 4000        |
| 11 novembre 1991 | Limoges          | France   | Palais des sports    |
| 12 novembre 1991 | Bordeaux         | France   | Patinoire Mériadeck  |
| 13 novembre 1991 | Bordeaux         | France   | Patinoire Mériadeck  |
| 15 novembre 1991 | Toulouse         | France   | Palais des Sports    |
| 16 novembre 1991 | Toulouse         | France   | Palais des Sports    |
| 18 novembre 1991 | Perpignan        | France   | Parc Expos           |
| 19 novembre 1991 | Nîmes            | France   | Arènes couvertes     |
| 20 novembre 1991 | Nîmes            | France   | Arènes couvertes     |
| 22 novembre 1991 | Marseille        | France   | Palais des Sports    |
| 23 novembre 1991 | Marseille        | France   | Palais des Sports    |
| 25 novembre 1991 | Lyon             | France   | Halle Tony-Garnier   |
| 26 novembre 1991 | Lyon             | France   | Halle Tony-Garnier   |
| 27 novembre 1991 | Besançon         | France   | Micropolis           |
| 28 novembre 1991 | Dijon            | France   | Palais des Sports    |
| 29 novembre 1991 | Bourg-en-Bresse  | France   | Parc Expos           |
| 2 décembre 1991  | Lausanne         | Suisse   | Palais de Beaulieu   |
| 3 décembre 1991  | Lausanne         | Suisse   | Palais de Beaulieu   |
| 4 décembre 1991  | Neuchâtel        | Suisse   | Patinoire            |
| 5 décembre 1991  | Colmar           | France   | Parc Expos           |
| 6 décembre 1991  | Strasbourg       | France   | Halle Rhénus         |
| 7 décembre 1991  | Metz             | France   | Parc Expos           |
| 9 décembre 1991  | Reims            | France   | Parc Expos           |
| 10 décembre 1991 | Rouen            | France   | Parc Expos           |
| 11 décembre 1991 | Chartres         | France   | Chartrexpo           |
| 12 décembre 1991 | Rennes           | France   | Le MusikHall         |
| 13 décembre 1991 | Nantes           | France   | Palais des Sports    |
| 14 décembre 1991 | Laval            | France   | La Salle Polyvalente |

## Tour de chant
1. Marie-Jeanne[7]
2. L'award
3. J'accuse
4. Les Villes de solitude
5. En chantant
6. La Maladie d'amour
7. Parce que c'était lui parce que c'était moi
8. Une fille aux yeux clairs
9. Comme d'habitude
10. Les Vieux Mariés
11. Le France
12. Les yeux d'un animal
13. L'autre femme
14. Les Ricains
15. Minuit moins dix
16. Je vais t'aimer
17. 1965
18. Musulmanes
19. Le vétéran
20. L'an mil
21. Le Privilège
22. Au nom du père
23. Les Lacs du Connemara
24. Aujourd'hui peut-être
25. Les Lacs du Connemara (reprise)

## Équipes

### Musiciens
- Arrangements et direction d'orchestre : Roger Loubet[8]
- Claviers : Roger Loubet et Philippe Perathoner
- Piano : Philippe Perathoner
- Batterie : Jo Hammer
- Basse : Christian Padovan
- Guitares : Slim Pezin et Jean-Jacques Cramier
- Saxophone : Michel Gaucher
- Percussions : Manuel Roche

### Choristes
- Michel Chevalier
- Jean-Jacques Cramier
- Debbie Davis
- Beckie Bell
- Yvonne Jones

### Technique
- Conception des lumières : Jacques Rouveyrollis et Christian Brean assisté de Gaëlle de Malgaive,
- Direction des éclairages : Régis Vigneron,
- Son : Patrice Cramer, André Carbeil, Bernard Vainer, Serge Rebillard et Xavier Van de Gucht